# Los 40 TV
Los 40 TV fue un canal de televisión español de pago, perteneciente a Prisa Radio. Este canal de televisión de temática musical, nació como la versión televisiva de la radio Los 40 el 1 de septiembre de 1998, y cesó sus emisiones el 17 de febrero de 2017, casi 20 años después.

## Historia
El canal comenzó sus emisiones el 1 de septiembre de 1998, sustituyendo a la cadena +Música, ambas producidas por Sogecable. El 9 de septiembre de 2005 la cadena cambió de imagen, tanto en logotipo como en línea gráfica, asemejándose más a su emisora hermana. El 11 de diciembre de 2014 el canal paso sus emisiones a formato «16:9 panorámico». A principios de febrero de 2016, la cadena incorporó la nueva identidad gráfica de los LOS 40 Radio para la versión televisiva. 
El canal cesó sus emisiones el 17 de febrero de 2017, en una estrategia de cambios por parte de Prisa con motivo del 50 aniversario de la emisora (celebrado en 2016), trayendo consigo un cambio en la programación, nuevos formatos y la incorporación de presentadores, apostando por la emisión radiofónica y su web oficial. Fue reemplazado por Movistar eSports.

### 40 Latino
Además de este canal, también se creó tiempo después 40 Latino, que comenzó a emitir a partir del 1 de enero del 2001. Posteriormente, emitió en la TDT de España desde el 2005 hasta el 23 de agosto de 2010, y después fue sustituido por Canal+ 2 (en TDT de pago), aunque el canal continuó estando disponible en varias plataformas de televisión de pago (entre ellas Canal+ y Orange TV) hasta el cese definitivo de sus emisiones el 4 de enero de 2012. Desde entonces, los contenidos de 40 Latino pasaron a emitirse en LOS 40 TV.

## Programación
Era un canal de videoclips, dedicado íntegramente a la música y a la actualidad musical nacional y extranjera. Este canal contaba con noticias y reportajes de actualidad, listas de superventas, programas especializados y monográficos, además de los grandes éxitos del pop y del rock de siempre y bloques de vídeos íntegros. LOS40 TV también estaba presente en los principales acontecimientos musicales (festivales pop, conciertos, eventos), y tuvo una fuerte apuesta por la elaboración de contenidos exclusivos. Los programas principales se emitían simultáneamente en la cadena de radio y la página web. Entre los programas más destacados se encontraban la versión televisiva de Del 40 al 1 o la emisión de los conciertos Básico 40.
El canal estaba disponible en todos los operadores de pago de España, excepto en el operador nacional de cable Vodafone TV.

## Presentadores
Hasta el cese de emisiones, sus presentadores fueron:
- Tony Aguilar presentaba Del 40 al 1 (tanto versión radiofónica como televisiva).
- Luis López presentaba World Dance Music.

Sendos presentadores continúan realizando sus programas en la cadena de radio.
Otros presentadores de la cadena han sido, por ejemplo Guillem Caballé, Frank Blanco, Kira Miró, Manuela Velasco, Blanca Jara, Elena Valueng, Cristina Teva, Mar Montoro, Sira Fernández, Dani Alarcón, Cristina Boscá entre otros.

## En la actualidad
Al finalizar la pandemia en 2021 ha vuelto pero solo exclusivamente en algunas plataformas de pago (casi ninguna): España, Andorra y Hispanoamérica, en internet a nivel mundial, recoge toda la programación relevante de las diferentes emisoras de radio musicales pertenecientes a Prisa Radio (LOS40, LOS40 Classic, LOS40 Dance, LOS40 Urban, Cadena Dial, Radiolé, Clásica FM Radio-asociada, Los 40 (Chile), Los 40 (Colombia), Los 40 (Costa Rica), Los 40 (Ecuador), Los 40 (Guatemala), Los 40 (México), Los 40 (Panamá), Los 40 (Paraguay), Los 40 (República Dominicana)…)
- Programación:
  - Programas televisados en riguroso directo como:
    - En cada país televisa en riguroso directo el programa despertador de Los 40 país correspondiente (donde existe versión de Los 40).
      - España: Anda ya, con Dani Moreno y Cristina Boscá. Lunes a viernes de 6:00 a 11:00. Sábado de 7:00 a 10:00.

    - Otros programas: Dial Tal Cual. Con Rafa Cano y Patricia Imaz. Sábado y domingo de 10:00 a 14:00
    - Etcétera.

  - Programas televisados en diferido como:
    - Sábados en diferido a las 16:00 Del 40 al 1 con Tony Aguilar.
    - Etcétera.

  - Eventos y conciertos televisados en riguroso directo producidos total o parcialmente por Prisa Radio España:
    - Los 40 Music Awards
    - Premios Dial
    - Etcétera.

  - Fórmula 40
  - Toda la programación es simultaneada por alguna emisora musical perteneciente a Prisa Radio, es decir es como Prisa Radio Musical televisada.